# Jordbävningen i Uttarkashi 1991
Jordbävningen i Uttarkashi 1991 inträffade den 20 oktober 1991 i regionen Uttarkashi i delstaten Uttarakhand i Indien. Jordbävningen, som uppmättes till 6,8 Mw, dödade över 1 000 personer och orsakade stor skada på egendom. Skalvet inträffade i huvudförkastningen i Himalaya.

### Fotnoter
1. ↑  Rupture history and seismotectonics of the 1991 Uttarkashi, Himalaya earthquake